# Pilar Bernabé García
Maria Pilar Bernabé García (València, 1979) és una política valenciana, delegada del Govern a la Comunitat Valenciana des de juny de 2022 i secretària d'igualtat del PSOE des de desembre de 2024.
Militant del Partit Socialista del País Valencià (PSPV-PSOE) a la ciutat de València des dels 18 anys, Bernabé ha estat molt vinculada a la xarxa d'entitats socials del barri de Patraix, especialment al moviment escolta, el club de natació o el món de les falles.
L'any 2006 inicia la seua singladura política com a assessora al Grup Parlamentari Socialista de les Corts Valencianes i l'any 2011 canvia al Grup Municipal de l'Ajuntament de València fent tasques d'assessorament durant les dues legislatures que van d'aquell any fins al 2019. En aquest moment aconsegueix l'acta de regidora a les eleccions locals i s'incorpora a l'equip de govern encapçalat per Joan Ribó (Compromís) com a regidora delegada d'esports, emprenedoria i innovació econòmica, formació i ocupació i envelliment actiu.
No acaba la legislatura ja que el juny de 2022 fou nomenada Delegada del Govern al País Valencià en substitució de Gloria Calero. Pilar Bernabé és germana d'Antonio Bernabé, també socialista i que també va ocupar la Delegació del Govern espanyol a la Comunitat Valenciana.